# St. Peter (Stetten)

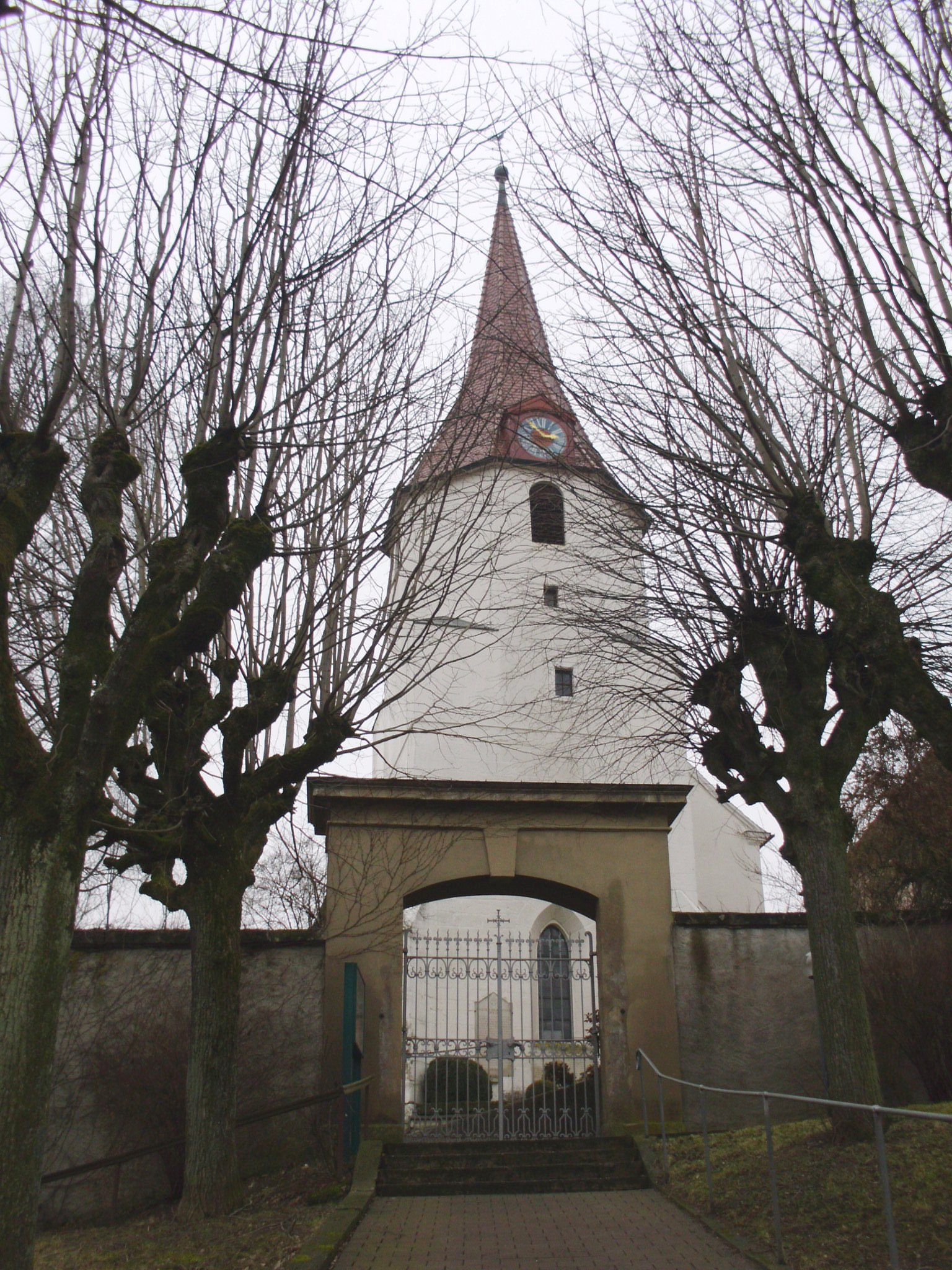
Die Peterskirche

Die St.-Peter-Kirche ist eine evangelisch-lutherische Kirche in Stetten, einem Gemeindeteil der Stadt Gunzenhausen im mittelfränkischen Landkreis Weißenburg-Gunzenhausen. Sie ist eine Pfarrkirche im Evangelisch-Lutherischen Dekanat Gunzenhausen. Das Gebäude ist unter der Denkmalnummer D-5-77-136-192 als Baudenkmal in die Bayerische Denkmalliste eingetragen. Die mittelalterliche und frühneuzeitliche Bestandteile der Kirche sowie ihrer Vorgängerbauten sind zusätzlich als Bodendenkmal (Nummer: D-5-6930-0227) eingetragen. Die postalische Adresse ist Stetten 32. Benannt ist sie nach dem Apostel Petrus.

## Geschichte
Die im Zuge der Reformation zur evangelischen Pfarrkirche gewordene, auf einer Anhöhe im Dorf stehende Peterskirche, ursprünglich eine Chorturmanlage aus dem 14. Jahrhundert, erhielt 1568 ein neues Langhaus. 1680 wurde der 1615 vollendete polygonale Kirchturm mit einem Spitzhelm verziert. 1823 wurde das Langhaus nach Norden zu erweitert und der Kanzelaltar eingebaut. Die alte Orgel stammte von 1733/1734 und war über dem Altar angebracht, die heutige kam in den späten 1960er Jahren auf die Westempore. Zwei aus Nürnberg stammende Glocken wurden 1615 gegossen.